# Proclus (kráter)

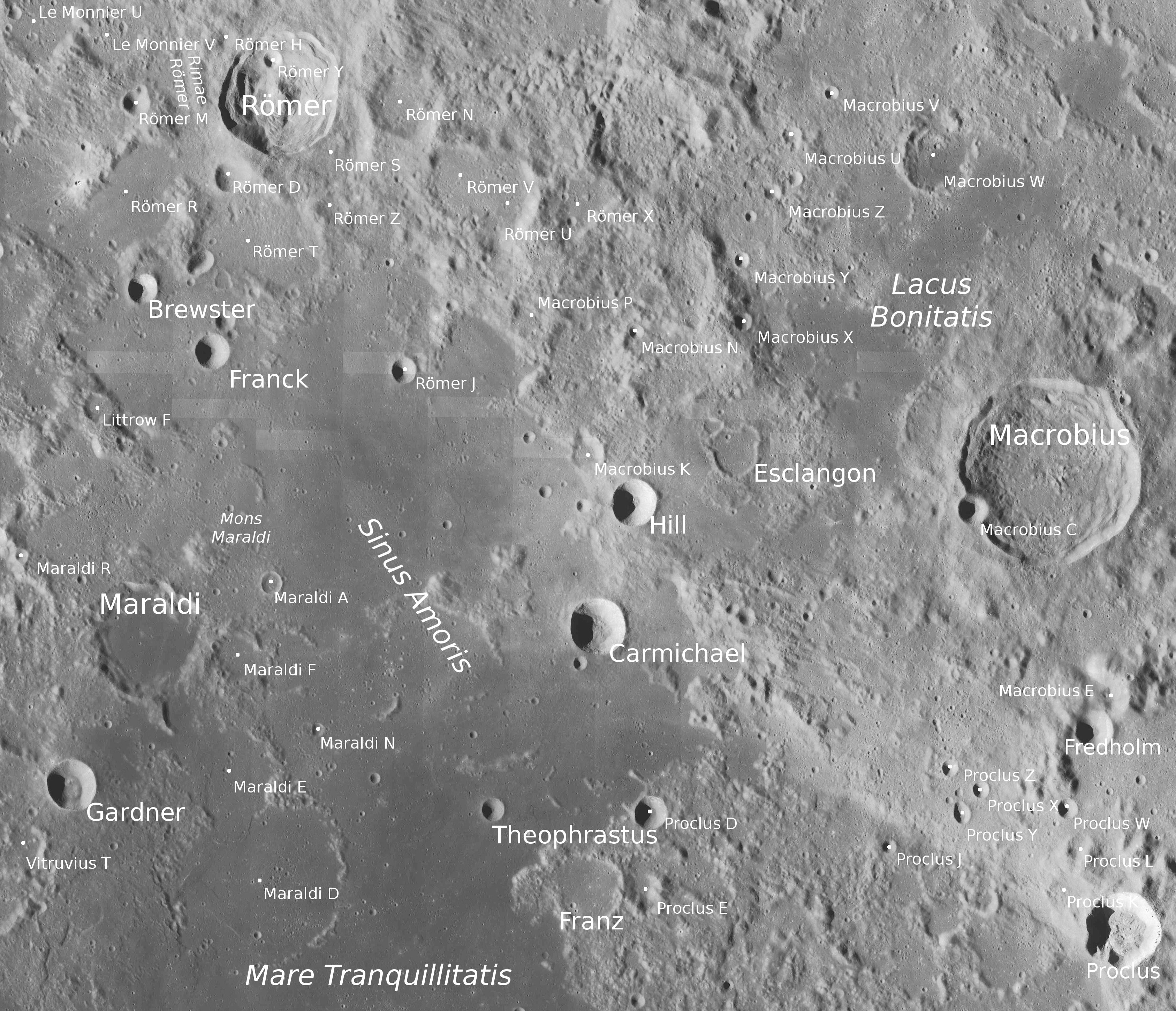
Kráter Proclus a okolí.

Proclus je výrazný impaktní kráter nacházející se v blízkosti západního okraje Mare Crisium na přivrácené straně Měsíce. Má průměr 28 km, pojmenován je podle řeckého matematika a filosofa Prokla Diadocha. Jde o kráter s ostrým hřebenem okrajového valu, má polygonální (mnohoúhelníkový) tvar. Je to také centrum asymetrické soustavy jasných paprsků, které se rozbíhají převážně do tří směrů.
Severně leží menší kráter Fredholm a ještě dále dvojice Macrobius a Tisserand, jižně kráter Crile (dříve Proclus F).

## Satelitní krátery
V okolí kráteru se nachází několik menších kráterů. Ty byly označeny podle zavedených zvyklostí jménem hlavního kráteru a velkým písmenem abecedy.
| Proclus | Sel. šířka | Sel. délka | Průměr |
| ------- | ---------- | ---------- | ------ |
| A       | 13.4° S    | 42.3° V    | 15 km  |
| C       | 12.9° S    | 43.6° V    | 10 km  |
| D       | 17.5° S    | 41.0° V    | 13 km  |
| E       | 16.6° S    | 40.9° V    | 12 km  |
| G       | 12.7° S    | 42.7° V    | 33 km  |
| J       | 17.1° S    | 44.0° V    | 6 km   |
| K       | 16.5° S    | 46.2° V    | 16 km  |
| L       | 17.1° S    | 46.4° V    | 9 km   |
| M       | 16.4° S    | 45.2° V    | 8 km   |
| P       | 15.3° S    | 48.7° V    | 30 km  |
| R       | 15.8° S    | 45.5° V    | 28 km  |
| S       | 15.7° S    | 47.9° V    | 18 km  |
| T       | 15.4° S    | 46.7° V    | 21 km  |
| U       | 15.2° S    | 48.0° V    | 13 km  |
| V       | 14.8° S    | 48.3° V    | 19 km  |
| W       | 17.5° S    | 46.2° V    | 7 km   |
| X       | 17.7° S    | 45.1° V    | 6 km   |
| Y       | 17.5° S    | 44.9° V    | 8 km   |
| Z       | 17.9° S    | 44.7° V    | 6 km   |

Následující krátery byly přejmenovány Mezinárodní astronomickou unií:
- Proclus F na Crile.